# Los Angeles Clippers 2015-2016
La stagione 2015-16 dei Los Angeles Clippers è stata la 46ª nella NBA per la franchigia.
I Los Angeles Clippers arrivarono secondi nella Pacific Division della Western Conference con un record di 53-29. Nei play-off persero al primo turno con i Portland Trail Blazers (4-2).

## Scelta draft
| Giro | Chiamata | Giocatore      | Ruolo | Nazionalità | College/Club |
| ---- | -------- | -------------- | ----- | ----------- | ------------ |
| 2    | 56       | Branden Dawson | F     | Stati Uniti | MSU Spartans |

## Roster
| N° | Naz.                   | Ruolo | Sportivo         | Anno | Alt. | Peso |
| -- | ---------------------- | ----- | ---------------- | ---- | ---- | ---- |
| 1  | Stati Uniti (bandiera) | G     | Lance Stephenson | 1990 | 196  | 104  |
| 3  | Stati Uniti (bandiera) | G     | Chris Paul       | 1985 | 183  | 79   |
| 4  | Stati Uniti (bandiera) | G     | J.J. Redick      | 1984 | 193  | 86   |
| 5  | Stati Uniti (bandiera) | A     | Josh Smith       | 1985 | 206  | 102  |
| 6  | Stati Uniti (bandiera) | C     | DeAndre Jordan   | 1988 | 211  | 113  |
| 8  | Stati Uniti (bandiera) | A     | Jeff Green       | 1986 | 206  | 107  |
| 9  | Argentina (bandiera)   | G     | Pablo Prigioni   | 1977 | 191  | 84   |
| 11 | Stati Uniti (bandiera) | G     | Jamal Crawford   | 1980 | 198  | 84   |
| 12 | Camerun (bandiera)     | A     | Luc Mbah a Moute | 1986 | 203  | 104  |
| 19 | Stati Uniti (bandiera) | AC    | Jeff Ayres       | 1987 | 206  | 109  |
| 22 | Stati Uniti (bandiera) | A     | Branden Dawson   | 1993 | 201  | 100  |
| 25 | Stati Uniti (bandiera) | G     | Austin Rivers    | 1992 | 193  | 91   |
| 30 | Stati Uniti (bandiera) | G     | C.J. Wilcox      | 1990 | 196  | 91   |
| 32 | Stati Uniti (bandiera) | A     | Blake Griffin    | 1989 | 208  | 114  |
| 33 | Stati Uniti (bandiera) | G     | Wesley Johnson   | 1987 | 201  | 98   |
| 34 | Stati Uniti (bandiera) | A     | Paul Pierce      | 1977 | 201  | 107  |
| 35 | Stati Uniti (bandiera) | A     | Alex Stepheson   | 1987 | 210  | 122  |
| 45 | Stati Uniti (bandiera) | C     | Cole Aldrich     | 1988 | 211  | 111  |

### Staff tecnico
- Allenatore: Doc Rivers
- Vice-allenatori: Sam Cassell, Lawrence Frank, Armond Hill, Brendan O'Connor, Mike Woodson, Bob Thate
- Vice-allenatori per lo sviluppo dei giocatori: J.P. Clark
- Preparatore atletico: Jasen Powell
- Preparatore fisico: Richard Williams